# Rusmir Mesihović
Rusmir Mesihović (25. januar 1964, Sarajevo), bosanskohercegovski zdravnik in politik.
V Sarajevu je končal osnovno in srednjo šolo ter Medicinsko fakulteto (1988). Specializacijo iz interne medicine je končal v Ljubljani, iz gastroenterologije se je izpopolnjeval v Angliji, Nemčiji, Italiji, na Hrvaškem, v Sloveniji in drugih evropskih državah.
Doktoriral je leta 2002. V obdobju od leta 2002 do leta 2016 je bil med drugim namestnik vodje oddelka in vodja klinike za gastroenterologijo Kliničnega centra Univerze v Sarajevu, vodja Inštituta za gastroenterologijo in hepatologijo  UKCS , predsednik združenja za gastroenterologijo in hepatologijo Bosne in Hercegovine, član številnih mednarodnih strokovnih združenjih (ESGE, EASL, AGA, ASGE, FASGE, CGS, SZG itd). Je redni profesor interne medicine na Univerzi v Sarajevu in vodja oddelka za interno medicino na medicinski fakulteti te univerzde, avtor več kot 200 strokovnih in znanstvenih člankov ter drugih publikacij, mdr. petih strokovnih knjig, od tega dveh univerzitetnih učbenikov. 
Bil je predsednik Zdravstvenega sveta v letih 2009 do 2014, predsednik sedanjega odbora za zdravje SDP BiH, podpredsednik SDP BiH. V obdobju od leta 2006 do leta 2014, izvoljen v predstavniški dom Federacije Bosne in Hercegovine, od leta 2006 do 2010 je bil predsednik odbora za izobraževanje ZD PFBiH.
Od marca 2011 do januarja 2015 je bil minister za zdravje pri Vladi Federacije Bosne in Hercegovine. Od januarja do decembra 2015 je bil generalni direktor UKCS (univerzitetnega kliničnega centra v Sarajevu).

## Publikacije
- Prognostic Significance of Ascites and Serum Sodium in Patients with Low Meld Scores.
- Use of serum levels of proinflammatory cytokine IL-1α in chronic hepatitis C.
- Protein C Deficiency in Chronic Hepatitis C: Correlation With Histological Extent of Liver Fibrosis.
- Gastric cancer staging: EUS and CT.
- PubMed online baza